# Абу-Тартур
30°02′00″ пн. ш. 25°26′00″ сх. д. / 30.0333° пн. ш. 25.4333° сх. д.Абу́-Та́ртур — родовище фосфоритів в Єгипті, розташоване в Західній пустелі, в оазі Дахла.
Родовище було відкрите в 1958 році. Продуктивний фосфоритоносний горизонт (кампан-маастріхт) потужністю до 58 м лежить на строкатокольорових глинах Нубійського теригенного комплексу і перекривається глинисто-карбонатними породами верхнього маастрихту. Промисловий пласт потужністю 2-10 м. Фосфорити зернистого типу, розмір зерен менше 0,5 мм. Розвідані запаси становлять (1983) 987,8 млн т з середнім вмістом P2O5 25,3 %. Отриманий первинний концентрат з вмістом P2O5 28-30 % при добуванні 70 %, а з наступним кальцинованим обпаленням — при вмісту 32-34 % P2O5 з добуванням до 90 %.